# Подходящи технологии за обучение
Подходящи технологии за обучение  (ПТО, на английски: Appropriate learning technologies) Това са технологии, които са внимателно подбрани спрямо същността на преподаваните материя и умения, учебната среда, обучаемите и техните цени.
Едно от предизвикателствата пред работещите в образователна сфера преподаватели и изследователи, се състои в овладяването на потенциала на съвременните информационни и комуникационни технологии (ИКТ), с цел ефективното им прилагане в обучението. За да се осъществи това, е необходимо по-добро разбиране на характеристиките на ИКТ и на педагогическите аспекти, касаещи тяхното прилагане в процеса на обучение. Потенциалът на ИКТ може да бъде значителен, но самоцелното им използване по никакъв начин не способства за постигане на ефективно обучение.
За да не се стига до самоцелно използване на ИКТ в обучението, е необходимо преподавателят да подбере подходящи технологии за обучение (ПТО).
Някои от критериите за избор на ПТО са следните (Сандърс (Sanders, 1998); Хортън (Horton, 2001):
- нуждите на обучаемите;
- нуждите на обучаващата организация;
- съществуващата технологична инфраструктура;
- ограниченията, налагани от съответната технология;
- учебното съдържание;
- финансовите разходи;
- уменията, които трябва да усвоят учащите;
- характеристиките на обучаемите;
- доказателства за ефективността на технологията, подлежаща на избор;
- възвръщаемостта на финансовите разходи;
- финансова стабилност и наличие на традиция в разработването на образователен софтуер на производителя на съответната технология;
- качеството на поддръжката на софтуера.

Някои изследователи, като например Сандърс (Sanders, 1998), разделят технологиите на две категории – синхронни и асинхронни, според това дали са предназначени за индивидуално или групово използване, съответно. Последното е друг фактор за избор на ПТО.
От многото възможни опции, обучаващите трябва да избират „подходяща технология за обучение“, което ще рече педагогически цели с минимално разпадане. Избирайки педагогически подходяща технология, с най-ниска потдръжка на изисквания и с най-прост развой на обучение се насърчава придобиването на умения и обучението на студентите.[източник? (Поискан днес)]